# Yun Sǒn-Do (cràter)
Yun Sǒn-Do és un cràter d'impacte en el planeta Mercuri de 76 km de diàmetre. Porta el nom del poeta coreà Yun Sǒn-Do (윤선도) (1587-1671), i el seu nom va ser aprovat per la Unió Astronòmica Internacional el 1976.